# 绅宝 (北京汽车)
绅宝（Senova）是中国汽车制造商北汽集团的全资子公司北京汽车2012年3月推出的自有品牌，2020年被北京（BEIJING）品牌取代。

## 历史
2009年年底北汽集团收购了瑞典汽车制造商萨博的9-3和9-5型号及相关动力总成技术的知识产权（技術進口由北汽集團下屬全資子公司「北京汽車工業進出口公司」完成），以支持其自主品牌汽车的发展。
第一个绅宝品牌汽车，绅宝D20微型五门掀背车2012年3月开始在中国销售。
绅宝D70的量产版在2012年广州车展上首次出现。
2019年7月，北京智达X3开启预售，且不使用“绅宝”字样，改用“BEIJING”字母标识，标志着绅宝品牌即将退出市场。2020年5月15日，北汽集团宣布正式启用“BEIJING”品牌替代绅宝品牌。

## 产品

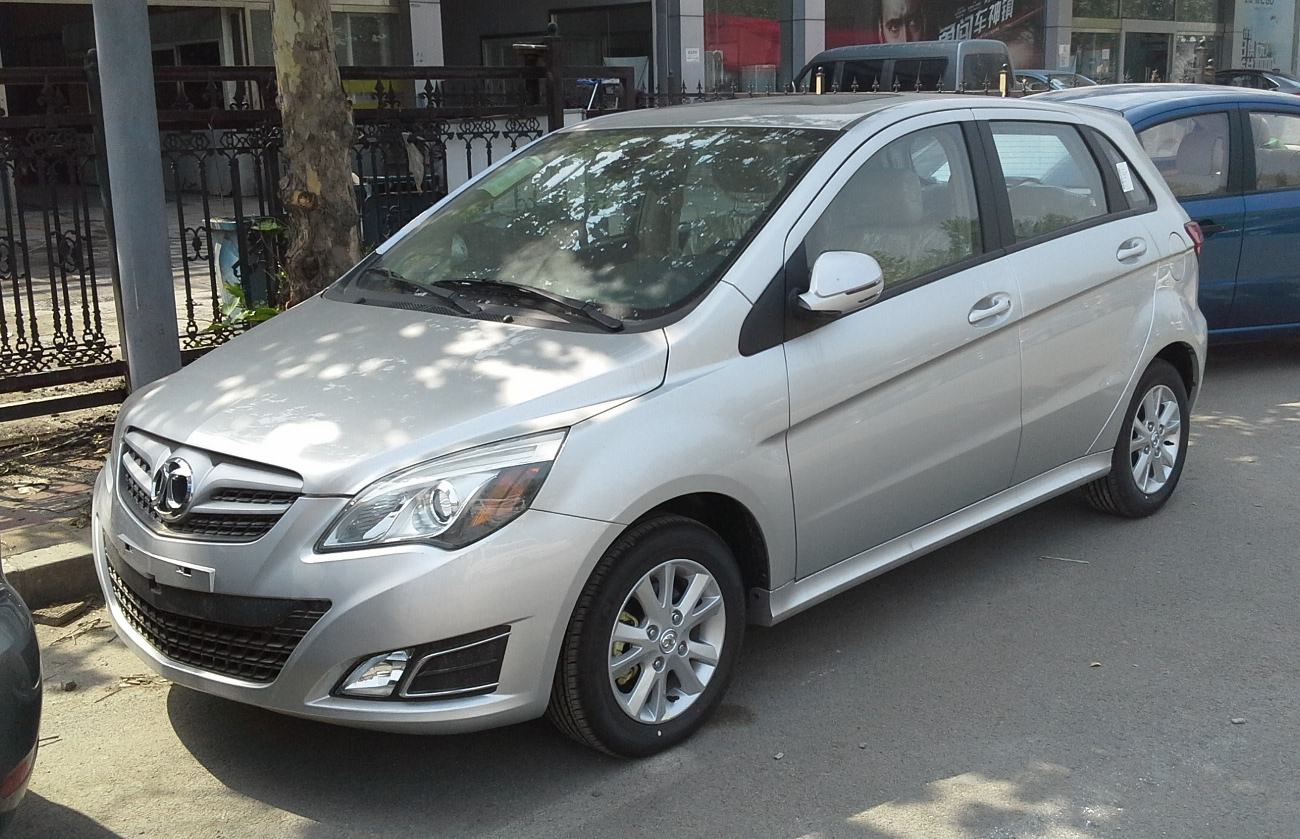
绅宝D20掀背车

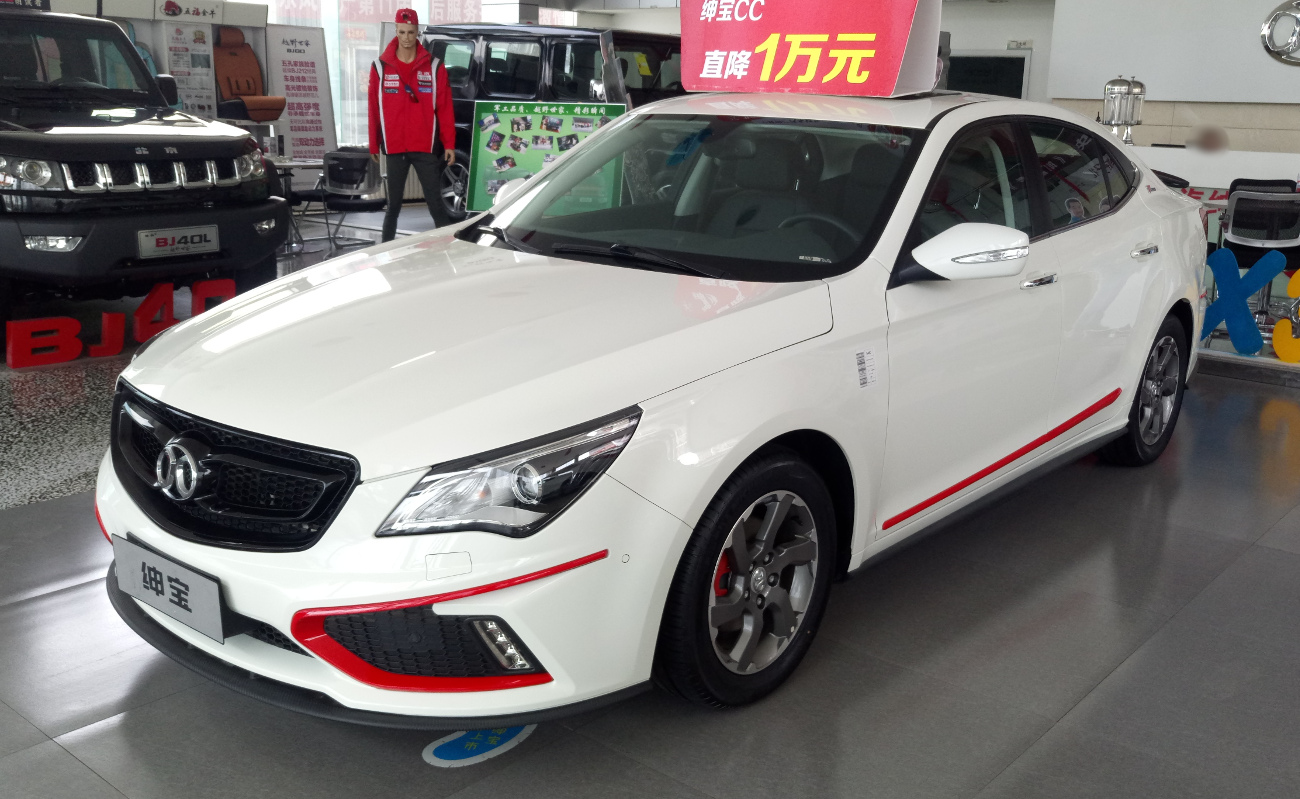
绅宝CC

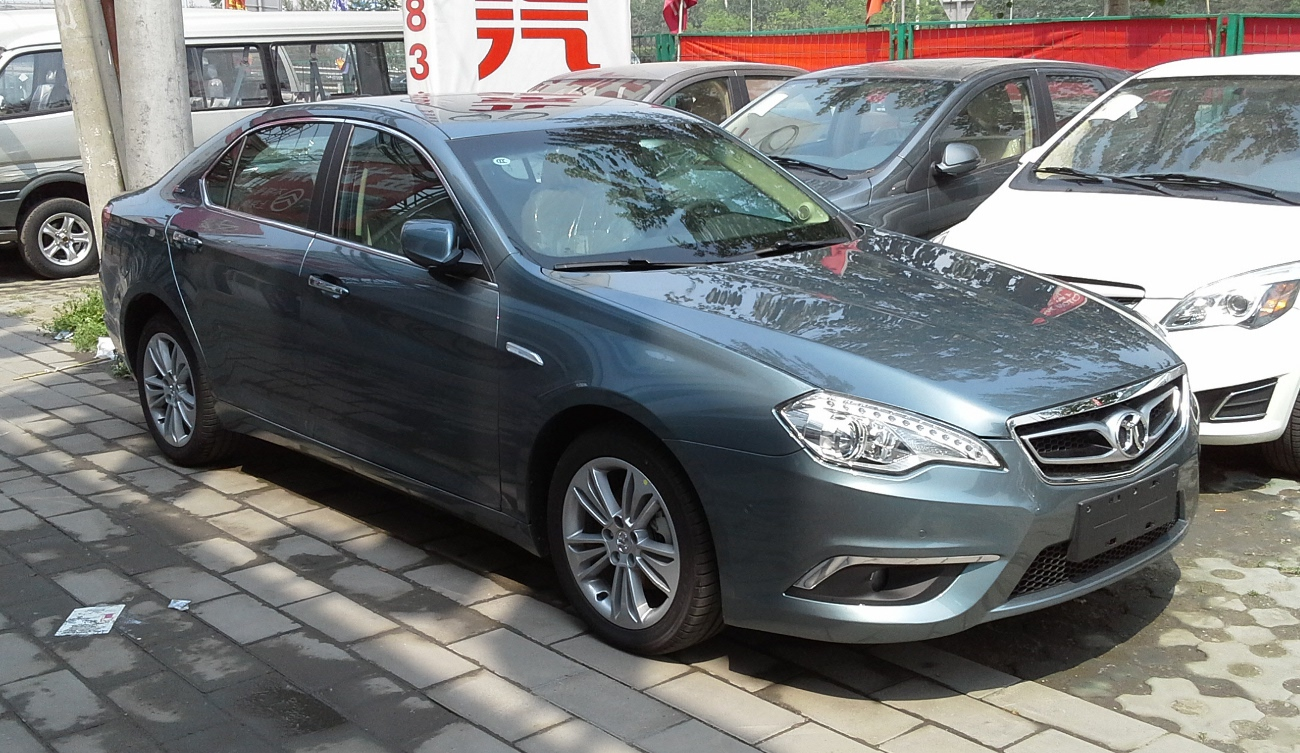
绅宝D70

- 绅宝D20[5]
- 绅宝D50
- 绅宝D60
- 绅宝CC
- 绅宝D70
- 绅宝D80
- 绅宝X25
- 绅宝X35
- 绅宝X55
- 绅宝X65